# Cervus canadensis canadensis
El Elk o Wapití oriental (Cervus canadensis canadensis) es una subespecie extinta o de Cervus canadensis que habitó el noreste de Estados Unidos y el sur de Canadá. El último Wapití oriental fue cazado en Pensilvania el 1 de septiembre de 1877.   La subespecie fue declarada extinta por el Servicio de Pesca y Vida Silvestre de los Estados Unidos en 1880.  Otra subespecie, el Wapití de Merriam, también se extinguió aproximadamente al mismo tiempo.
A partir de 2017, la Unión Internacional para la Conservación de la Naturaleza (UICN) ha reclasificado todas las subespecies de alce norteamericano, aparte del Wapití de Tule y Roosevelt, como C. c. canadiense. Si esto es exacto, significa que la subespecie no está extinta y ha regresado al este de EE. UU. en forma de Wapití de las Montañas Rocosas, introducido en la región en el siglo XX.

## Descripción
Un macho adulto puede pesar hasta 1000 libras y medir entre 50 y 60 pulgadas de alto hasta el hombro y llevan una cornamenta de seis pies de largo.

## Historia
Al inicio de la colonización europea de América a fines del siglo XV, los wapitíes se extendían por toda América del Norte y se podían encontrar en la mayor parte del continente. Los wapitíes orientales habitaban los vastos bosques de la región de Eastern Woodlands hasta el oeste hacia el río Mississippi. A medida que la población continuó asentándose en la región durante los siglos siguientes, las poblaciones disminuyeron debido a la pérdida de su hábitat boscoso y a la caza excesiva. Según se informa, el naturalista John James Audubon mencionó que en 1851 todavía se podían encontrar algunos alces en las montañas Allegheny, pero que prácticamente habían desaparecido del resto de su área de distribución. A finales del siglo XIX, el alce oriental estaba completamente extinto. Lo poco que se sabe sobre esta raza de alces se ha deducido de restos y referencias históricas. Los estudios de ADN mitocondrial realizados en 2004 indican que Cervus canadensis es una especie distinta del ciervo europeo.
Se han encontrado hallazgos de hace 2.500 años en Alabama y Delaware, también se sabe que los ciervos fueron extintos de Carolina del Sur en 1737, Georgia en 1770, Carolina del Norte en 1780, Maryland y Vermont en 1800, Nueva Jersey en 1805, Arkansas y Quebec en 1830, Indiana y Ohio en 1840, Luisiana en 1842, Nueva York en 1847, Illinois y Kentucky en 1850, Virginia en 1855, Tennessee en 1865, Pensilvania en 1868, Virginia Occidental y Wisconsin en 1875, Michigan en 1880, Iowa en 1885, Minnesota en 1896 y Missouri en 1898.

## Reemplazo en su distribución anterior
No mucho después de la desaparición del último wapití en Pensilvania, los funcionarios federales, preocupados por la proliferación de manadas de Wapitíes en el Parque Nacional de Yellowstone y sus alrededores, ofrecieron los animales a cualquiera que quisiera llevárselos. La recientemente formada Comisión de Caza de Pensilvania aceptó la oferta de los funcionarios de Yellowstone y lanzó un programa para reintroducir ciervos en Pensilvania. Desde 1913 hasta 1926, la Comisión liberó 177 animales en 10 condados, incluidos 50 animales de Yellowstone.  Actualmente, la manada de Pensilvania cuenta con más de 800 y su área de distribución cubre aproximadamente 800 millas cuadradas.  
En 1990, se llevaron a cabo estudios de viabilidad para determinar si los alces salvajes y en libertad todavía tenían un lugar en algunos de sus antiguos hábitats orientales. Una vez que esto se completó, se utilizaron manadas sanas de Wapitíes de las Montañas Rocosas de Arizona, Kansas, Nuevo México, Dakota del Norte, Oregón, Utah y el Parque Nacional Elk Island de Alberta para introducir los alces nuevamente en la antigua zona de distribución de los alces del este.
Se han introducido poblaciones exitosas de elk en Arkansas (1991),  Wisconsin (1995), Ontario (2001), Kentucky, Tennessee y el Parque Nacional Great Smoky Mountains en 2002, Michigan en 1919, Missouri Ozarks (2011),  y en 2012 Virginia.  A finales de 2016, se reintrodujeron alces en el sur de Virginia Occidental.  Además, también se han completado estudios de viabilidad en Illinois y Nueva York (aunque todavía no han dado lugar a ninguna restauración).

## Poblaciones remanentes
Es posible que queden más que solo restos de esta subespecie que solo esqueletos antiguos. En 1905, se introdujeron 18 alces en el Parque Nacional Fiordland en Nueva Zelanda, un regalo de Theodore Roosevelt. Los ciervos fueron supervivientes de un envío original de 20, la mitad de los cuales procedían del Parque nacional de Yellowstone y la otra mitad de una reserva de caza india en Brookfield, Massachusetts, propiedad de HE Richardson. Se cree que estos últimos son alces orientales capturados en el norte de Minnesota por los nativos americanos. El posible linaje de los alces orientales podría explicar algunas características inusuales que ha visto en los elk de Nueva Zelanda, como las astas "bifurcadas" en las que la daga, o cuarta punta, se bifurca en la punta. 
Sin embargo, la probabilidad de que se trate de un linaje puro es bastante baja, y aunque la población animal se había adaptado con éxito al duro terreno, es probable que varios factores contribuyeran a la dilución del acervo genético puro. A saber, eliminación de la protección en 1935; el mestizaje con ciervo común que se extendió por la zona; la inclusión oficial de la región de Fiordland como parque nacional en 1952; y el consiguiente estatus de los alces y todas las especies de caza introducidas, relegados a la categoría de animales nocivos o plagas, por parte de las agencias gubernamentales de la época, ha hecho que la manada salvaje decaiga. Hoy en día, esa manada no es más que una sombra de lo que era antes, y ahora está compuesta únicamente por cruces de diversos grados que han desafiado los esfuerzos de las agencias gubernamentales para exterminarlos o expulsarlos de Fiordland. 
Los wapitíes del Este también podrían haber perdurado en los extensos bosques de Ontario. Si bien la evidencia es dudosa, numerosas personas informaron haber visto una banda de alces cerca de Sault Ste. Marie. Marie, Ontario y Sault Ste. Marie, Michigan, a principios de los años 1980. Estos alces podrían ser de origen oriental y aún podrían existir en las zonas salvajes de Ontario. 